# مالكوم غرين شاس
مالكوم غرين شاس (بالإنجليزية: Malcolm Greene Chace)‏ مواليد 12 مارس 1875 في سنترال فولز - الوفاة 16 يوليو 1955 في هاينيس، كان لاعب كرة مضرب أمريكي بدأ مسيرته كمحترف سنة 1890، اعتزل اللعب في 1910. كما أنه أحد أبطال الجراند سلام. أعلى تصنيف له في الفردي كان المركز الـ 3 في سنة 1895.

## النهائيات

### الزوجي (الألقاب 1, الوصافة 1)
| الحصيلة | السنة | البطولة           | الشريك    | المنافس في النهائي         | النتيجة في النهائي      |
| ------- | ----- | ----------------- | --------- | -------------------------- | ----------------------- |
| الفوز   | 1895  | البطولة الأمريكية | روبرت رين | كلارنس هوبارت فريدريك هوفي | 7–5, 6–1, 8–6           |
| الوصافة | 1896  | البطولة الأمريكية | روبرت رين | كار نيل سام نيل            | 3–6, 6–1, 1–6, 6–3, 1–6 |

## روابط خارجية
- مالكوم غرين شاس على موقع رابطة محترفي التنس (الإنجليزية)
- مالكوم غرين شاس على موقع قاعة مشاهير كرة المضرب الدولية (الإنجليزية)
- مالكوم غرين شاس على موقع أرشيف التنس.كوم (الإنجليزية)